# Locomotiva FS 650
La locomotiva gruppo 650 era una locomotiva a vapore a tre assi motori con tender per ferrovie a scartamento normale.

## Storia
Le locomotive del gruppo 650 nacquero come sviluppo del progetto della SFAI per assicurare la trazione dei treni nella ferrovia Succursale dei Giovi quando la nuova tratta ferrovia Ronco Scrivia-Genova era in costruzione.
Vennero costruite, in numero complessivo di 55 unità, dalla Ansaldo di Genova, dalla Maffei di Monaco di Baviera e dalla Miani e Silvestri di Milano.

### La 1181 Vittorio Emanuele II
Nel 1884, ultimo anno di esercizio ferroviario della Società per le Ferrovie dell'Alta Italia prima dell'incorporamento della rete SFAI nella Rete Mediterranea, l'Ufficio d'Arte di Torino, diretto dall'ingegnere Filiberto Frescot costruì e presentò la locomotiva 1181, battezzata "Vittorio Emanuele II", prototipo di un lotto di 20 locomotive destinate a fare servizio sulla nuova linea detta Succursale dei Giovi che avrebbe dovuto essere inaugurata per il 1889 con grande beneficio per le comunicazioni tra il porto di Genova e le regioni di Piemonte e Lombardia. La macchina era la prima realizzazione europea con il rodiggio 2-3-0, ben conosciuto negli Stati Uniti ma ancora non utilizzato in Italia. Lo scopo era quello di poter aumentare le dimensioni della caldaia e del forno, con maggiore potenza sviluppabile, senza aumentare troppo il peso assiale, cosa che non sarebbe stata sostenibile dalle malandate linee ferroviarie italiane del tempo. La locomotiva che ne risultò era molto bella e tecnicamente valida tanto che, nel 1885 al subentro della Rete Mediterranea, il progetto venne portato avanti e tra il 1886 e il 1896 ne vennero costruite altre 54 unità dando origine al gruppo RM 300.

### Da RM 300 a FS gruppo 650
La 1181 venne rinumerata RM 3001 e le successive locomotive che vennero costruite dalla Ansaldo di Genova in numero di 36, dalla Maffei di Monaco (13 unità) e dalla Miani e Silvestri di Milano (5 unità), numerate da RM 3002 a RM 3055.
A partire dal 1905 dopo il subentro delle neo costituite Ferrovie dello Stato le RM 300 persero l'elegante livrea verde che le caratterizzava e presero quella nera cambiando la numerazione in FS 6501 fino a FS 6555. Successivamente all'introduzione della classificazione a sei cifre diventarono Locomotive Gruppo 650.001-055. Il loro servizio cessò nei primi anni venti.

## Tecnica
Le locomotive del gruppo 650.xxx erano della macchine a vapore saturo a due cilindri esterni e a semplice espansione. Vennero costruite con lievi modifiche rispetto al prototipo 1181 della SFAI dando luogo a due serie differenti solo in piccoli particolari.
La caldaia era lunga 8.160 mm con una pressione massima del vapore di 11 bar; il forno aveva una superficie di griglia di 2,40 metri quadrati. Sviluppavano una potenza continuativa, alla velocità di 60 km/ora, di 650 hp, con uno sforzo di trazione massimo di 6.880 kg.
La distribuzione era del tipo Gooch a cassetto piano. Il diametro delle ruote motrici di 1.675 mm a cerchioni nuovi le rendeva atte a velocità abbastanza elevate.
La prestazione delle locomotive sulle rampe della Succursale di Giovi era di 130 tonnellate alla notevole velocità di 45 km/h. La loro velocità massima raggiungeva gli 80 km/orari.
Le locomotive avevano un peso assiale di poco superiore alle 14 tonnellate sugli assi motori accoppiati e sul carrello anteriore Bissel che le ripartiva a sua volta su due assi portanti che con la loro rotazione facilitavano l'ingresso in curva della locomotiva. Lievemente differenti, la 6504, 6506, 6508 di costruzione Ansaldo che superavano di poco le 13 t. per asse ed avevano una potenza leggermente minore, di 630 CV.
Erano tutte dotate di tender a tre assi, del peso di 29,8 tonnellate.
Le locomotive erano fornite di freno continuo ad aria compressa e freno moderabile diretto; inoltre avevano le apparecchiature per il riscaldamento a vapore del treno.

## Nomi attribuiti alle locomotive dalla SFAI e dalla Rete Mediterranea
La SFAI aveva l'usanza di "battezzare" le proprie locomotive dando loro un nome. Tale usanza proseguì per un certo tempo anche sotto la Mediterranea.
Alcuni dei nomi delle locomotive del gruppo:
- RM 3001: Vittorio Emanuele II, (ex SFAI 1181)
- RM 3021: Nino Bixio
- RM 3022: A.Bertani, costruzione Maffei, 1889
- RM 3026: Carlo Cattaneo
- RM 3033: A.Fusinato

Il Museo Ferroviario Piemontese ha adottato il figurino della 1181 per il proprio logo.

## Deposito locomotive di assegnazione
Le locomotive vennero diffuse perlopiù negli impianti ex SFAI; tra questi vi erano i depositi locomotive di Genova Brignole, di La Spezia e di Livorno.